# Ponte do Rio Cauamé
A Ponte do Rio Cauamé é um trecho urbano da BR-174 na cidade de Boa Vista, capital do estado brasileiro de Roraima.
Foi a primeira ponte construída sobre o rio Cauamé, datando de 1974, nos tempos do então Território Federal de Roraima. Erguida em concreto com duas pistas, recebeu iluminação pública em 2009, apresentando boas condições de tráfego. Constituindo trecho de rodovia federal, é mantida pelo Departamento Nacional de Infraestrutura de Transportes (DNIT), e é atendida por um posto da Polícia Rodoviária Federal (PRF) logo após a cabeceira norte.

## Localização
Implantada na zona Norte de Boa Vista, a ponte liga os bairros Cauamé, Aeroporto (na margem direita) e Said Salomão (na margem esquerda), dando acesso ainda ao Parque de Exposições de Boa Vista, a dois campi rurais da Universidade Federal de Roraima (UFRR), à Zona de Processamento de Exportação (ZPE-BV) e à Penitenciária Agrícola de Monte Cristo (PAMC). Num contexto macro, a obra representa um elemento fundamental na Ligação das Américas (BR-174), unindo o Brasil à Venezuela e ao Caribe.
A ponte situa-se próxima à foz do igarapé do Frasco, formando-se sob ela a agitada Praia da Ponte nos meses de estiagem.

## Segunda e terceira pontes do Cauamé
Rio acima há ainda uma segunda ponte no Cauamé construída em 2010, que integra o Contorno Oeste, anel viário da capital. Além dela, foi anunciado pelo prefeito Iradilson Sampaio projeto de uma terceira ponte próximo à foz com o rio Branco, que ligaria as avenidas Ville Roy e Getúlio Vargas (área nobre da capital) ao bairro Said Salomão.
| “ | A construção da nova ponte sobre o rio Cauamé vai encurtar a distância entre o novo bairro e o centro, facilitando o tráfego entre as duas regiões | ” |